# Estoc et taille
 (mars 2008).
Si vous disposez d'ouvrages ou d'articles de référence ou si vous connaissez des sites web de qualité traitant du thème abordé ici, merci de compléter l'article en donnant les références utiles à sa vérifiabilité et en les liant à la section « Notes et références ».
En escrime, « estoc » et « taille » sont des termes anciens désignant un coup porté respectivement par la pointe et par le tranchant de l'arme. « Estoc » est également le nom d'une arme blanche destinée uniquement à frapper « d'estoc », c'est-à-dire avec sa pointe.

## En escrime sportive
En escrime, ces deux termes sont employés pour définir la manière de toucher l’adversaire au moyen des différentes armes.
Le fleuret et l'épée sont des armes d’estoc seulement. On ne peut toucher qu’avec la pointe. Pour ne pas blesser, la pointe de ces armes sportives est recouverte d’une mouche pour une arme classique et d’un appareillage électrique jouant le rôle d’interrupteur pour une arme électrique afin de permettre une meilleure matérialisation de la touche et ainsi de faciliter l’arbitrage.[réf. souhaitée]
Le sabre n’est pas seulement une arme d’estoc. On peut aussi toucher avec le « tranchant » de la lame (taille) et le dos de la lame (contre-taille). Pour ne pas blesser l’adversaire la pointe de la lame de sabre est « boutonnée », c'est-à-dire repliée sur elle-même.

## L’estoc en tant qu'arme

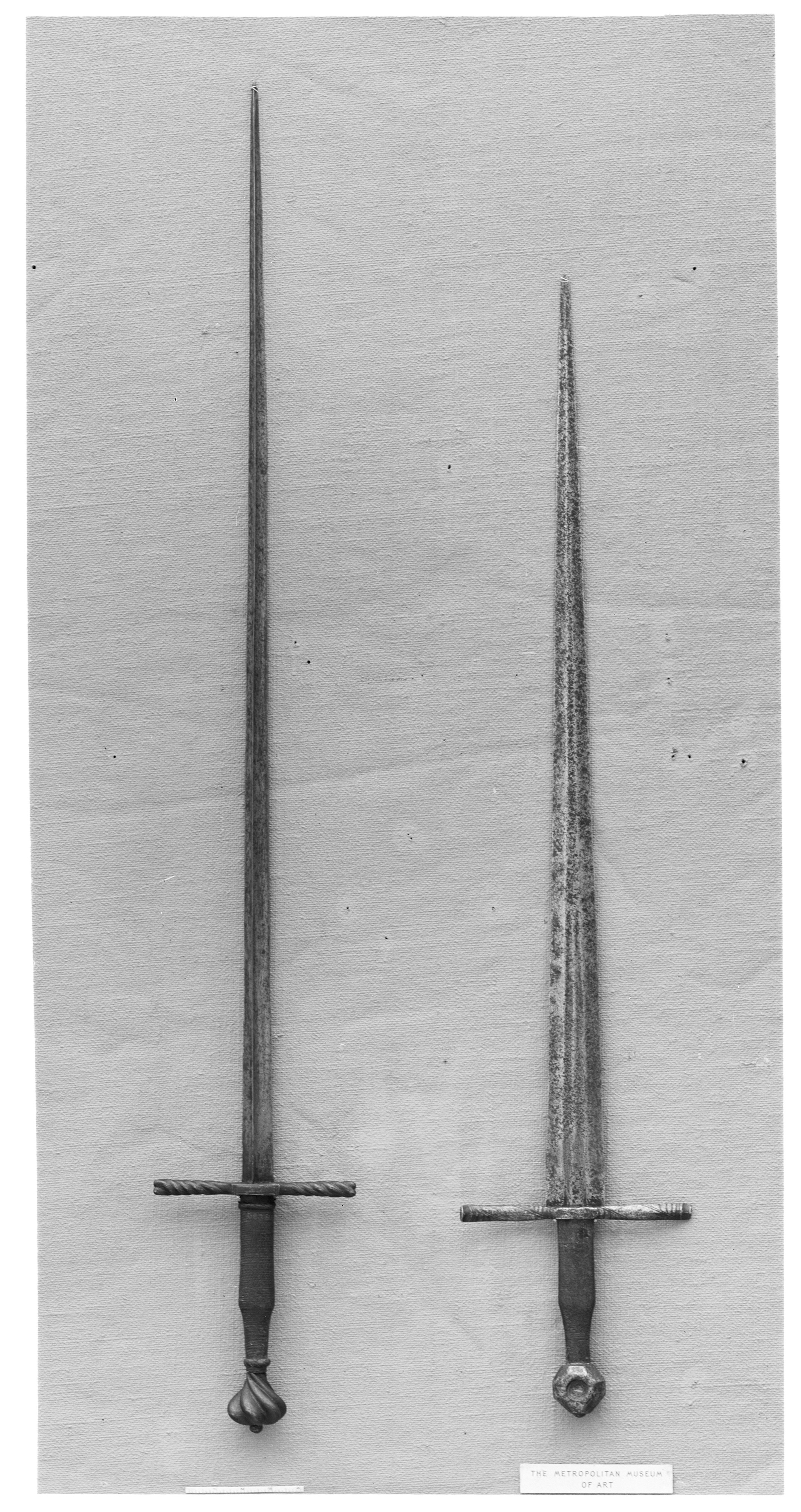
Épées de type Estoc allemandes ou suisses (vers 1525) ; Metropolitan Museum of Art.

L’estoc est une épée exclusivement d’estoc, sans tranchant afin de la renforcer. Elle servait contre les armures, autrement insensibles à toute forme d’épée. N’étant pas aiguisée, elle pouvait être utilisée en demi-épée (une autre méthode de combat contre les armures), mais sa taille et sa configuration montrent que ce n’était pas son objectif.[réf. souhaitée]

## L'estoc et la taille dans le combat militaire
La taille est l'acte de frapper avec le tranchant de la lame. L'estoc est unanimement considéré par les militaires comme plus dangereux et plus mortel que la taille : les frappes de taille tendent à faire de longues entailles impressionnantes, mais les coups d'estoc au torse ou à la tête permettent d'atteindre aisément les organes vitaux.[réf. souhaitée]
Napoléon enjoignait à ses cavaliers de frapper de l'estoc du sabre lors des charges , alors que la frappe de taille est un mouvement a priori plus naturel surtout dans une charge à cheval, une frappe d'estoc mal maîtrisée pouvant endommager le poignet du cavalier ou le désarçonner. Les traités militaires romains soulignaient l'importance de l'utilisation de l'estoc, moyen efficace de se débarrasser d'adversaires plus forts physiquement (celtes et germains). Le glaive de l'infanterie romaine, le gladius, bien que permettant aussi les frappes de taille, était par ailleurs conçu pour cet usage au corps à corps, en combinaison avec le grand bouclier.
La létalité des attaques d'estoc a donné naissance à l'expression française « porter l'estocade », qui signifie littéralement « mettre à mort » ou « achever », généralement utilisée dans un sens figuré.
Néanmoins, ces considérations sur la supériorité de l'estoc sur la taille dans une situation de combat ne concernent qu'une partie des combattants. En effet, de l'Antiquité à la guerre de 1870 (qui correspond à peu près à la dernière guerre où les combattants se sont massivement affrontés à coups de sabres et autres armes blanches et en portant des armures), la troupe ne recevait qu'une éducation restreinte des arts de la lice.[réf. souhaitée]
Seuls les nobles, les hommes d'armes professionnels, et les riches bourgeois, avaient accès à une éducation concernant les arts de la lice. Ces arts apprennent à manier l'épée d'estoc, de taille, et d'entaille, c'est-à-dire en "posant" le fil de la lame sur une partie du corps (poignets et cou, principalement), puis de presser violemment en avançant ou en reculant, utilisant la lame comme celle d'un couteau.[réf. souhaitée]
Même dans ces arts avancés enseignés à l'élite (escrime de tradition Lichtenauerienne), on prône également la taille pour sa facilité d'emploi, le caractère radical des blessures encourues (la taille a en effet plus de probabilités de mettre immédiatement hors de combat un adversaire par choc nerveux, saignement massif et/ou amputation, tandis que l'estoc touche les organes vitaux et condamne à une mort parfois plus lente), et aussi parce que la taille couvre un "centre" plus grand que l'estoc, et se déjoue moins facilement. L'estoc, lui, est utilisé après la taille (et le liement des épées) dans une situation où chacun essaye, par diverses rotations, d'aligner la pointe de son arme pour estoquer tout en empêchant l'autre de faire de même. Ceci ne vaut que pour l'escrime sans armure ou avec protection limitée. Contre une armure de plates ou un harnois complet, seul l'estoc depuis la demi-épée permet d'obtenir un résultat, et encore: à ce stade de protection, l'épée n'est plus une arme très efficace. Voilà pourquoi, contre ces protections, on lui préfère souvent la hache d'armes, la hallebarde, la lance, ou la pique et surtout le marteau d'armes ou marteau de guerre. L'épée est une arme secondaire des champs de bataille, un peu comme les revolvers ou pistolets des officiers des deux conflits mondiaux.[réf. souhaitée]